# Ferrari 360
Der Ferrari 360 Modena erschien im Frühjahr 1999 als Nachfolger des Ferrari F355 und wurde bis zum Erscheinen des Ferrari F430 im Frühjahr 2005 gebaut. Der 360 hat lediglich 14 kW (19 PS) mehr als sein Vorgänger, wiegt jedoch auch 20 kg mehr als der F355, dementsprechend ähnlich sind die Fahrleistungen der beiden Sportwagen-Generationen.

## Technik
Wie auch der F355 wird der 360 von einem V8-Mittelmotor mit 3,6 Litern Hubraum angetrieben. Er leistet 294 kW (400 PS) bei 8500 Umdrehungen pro Minute. Der Motor wurde als Fünfventiler ausgeführt (3 Einlass-, 2 Auslassventile, letztere mit variabler Steuerzeit für bessere Performance bei hohen Geschwindigkeiten). Das maximale Drehmoment liegt bei 373 Nm. Das Gewicht beträgt 1425 kg (Spider) und 1365 kg (Modena und Challenge Stradale). Damit schafft der 360 Modena die Beschleunigung von 0–100 km/h laut Werksangaben in 4,5 Sekunden und erreicht eine Höchstgeschwindigkeit von ca. 296 km/h.
Das 6-Gang-Getriebe des 360 Modena gibt es mit traditioneller Handschaltung oder den F1-Schaltwippen. Der 360 Modena kann mit dem F1-Getriebe in 150 Millisekunden Gänge wechseln, wobei er eine vollautomatisierte Einstellung und manuelle Bedienung hat. Zudem gibt es eine Einstellung für Schnee und Eis, bei geringer Straßenhaftung. Manuell werden die Gänge durch Betätigung der Schaltwippen hinter dem Lenkrad gewählt. Die rechte Wippe schaltet nach oben, während die linke herunterschaltet. Die pedallose Kupplung wird durch die elektronische Getriebesteuerung aktiviert und kuppelt erst dann ein, wenn die Umdrehungszahlen stimmen.
Die Räder sind vorne wie hinten an Doppelquerlenkern aufgehängt.
Ein Antiblockiersystem und eine Antriebsschlupfregelung waren Serie, sonstige Fahrhilfen wurden jedoch auch nicht gegen Aufpreis angeboten. Alternativ war ab Frühjahr 2000 der 360 auch als offener „Spider“ (Cabrio) mit Stoffverdeck erhältlich.
Mitte 2003 wurde auf Basis des Rennwagens 360 Challenge der 360 Challenge Stradale eingeführt, der höhere Motorleistung (317 kW/431 PS) und ein straffer abgestimmtes Fahrwerk erhielt. Im Jahr 2000 entwickelten die Mitarbeiter von Ferrari als Hochzeitsgeschenk eine 360 Barchetta als Einzelstück für Luca Cordero di Montezemolo, welcher anders als der 360 Spider ganz ohne Dach auskommt.
Der Ferrari 360 ist der meistverkaufte Sportwagen in der bisherigen Ferrari-Geschichte. Es wurden 3 Karosserievarianten gefertigt. Das Coupé, der Spider und das extrem seltene Sunroof Coupé.

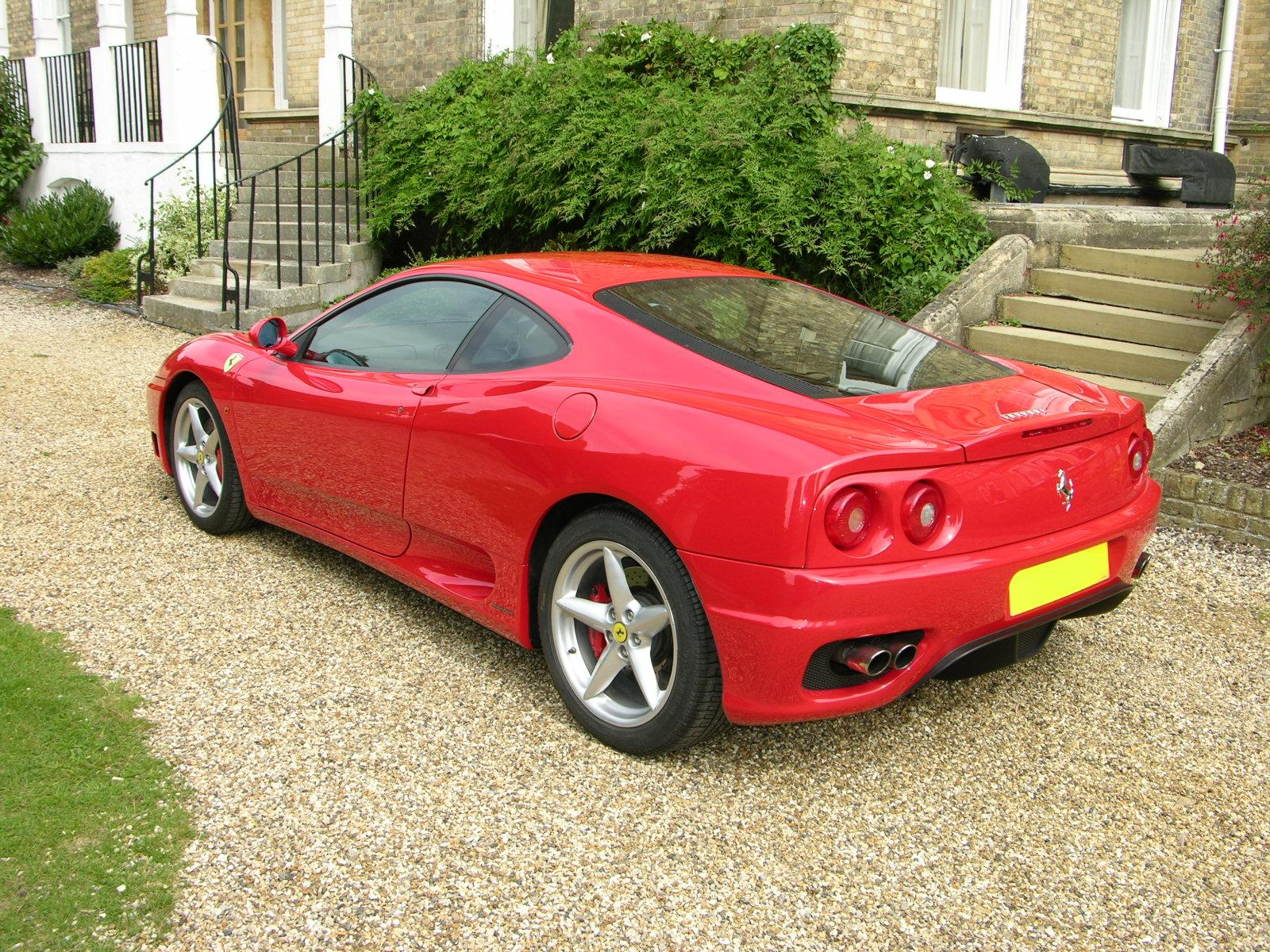
Heckansicht
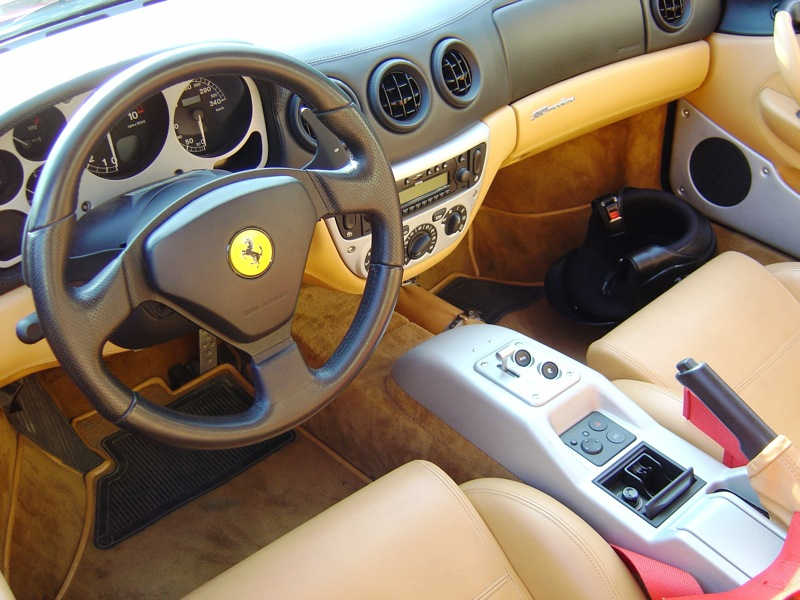
Interieur mit F1-Schaltung
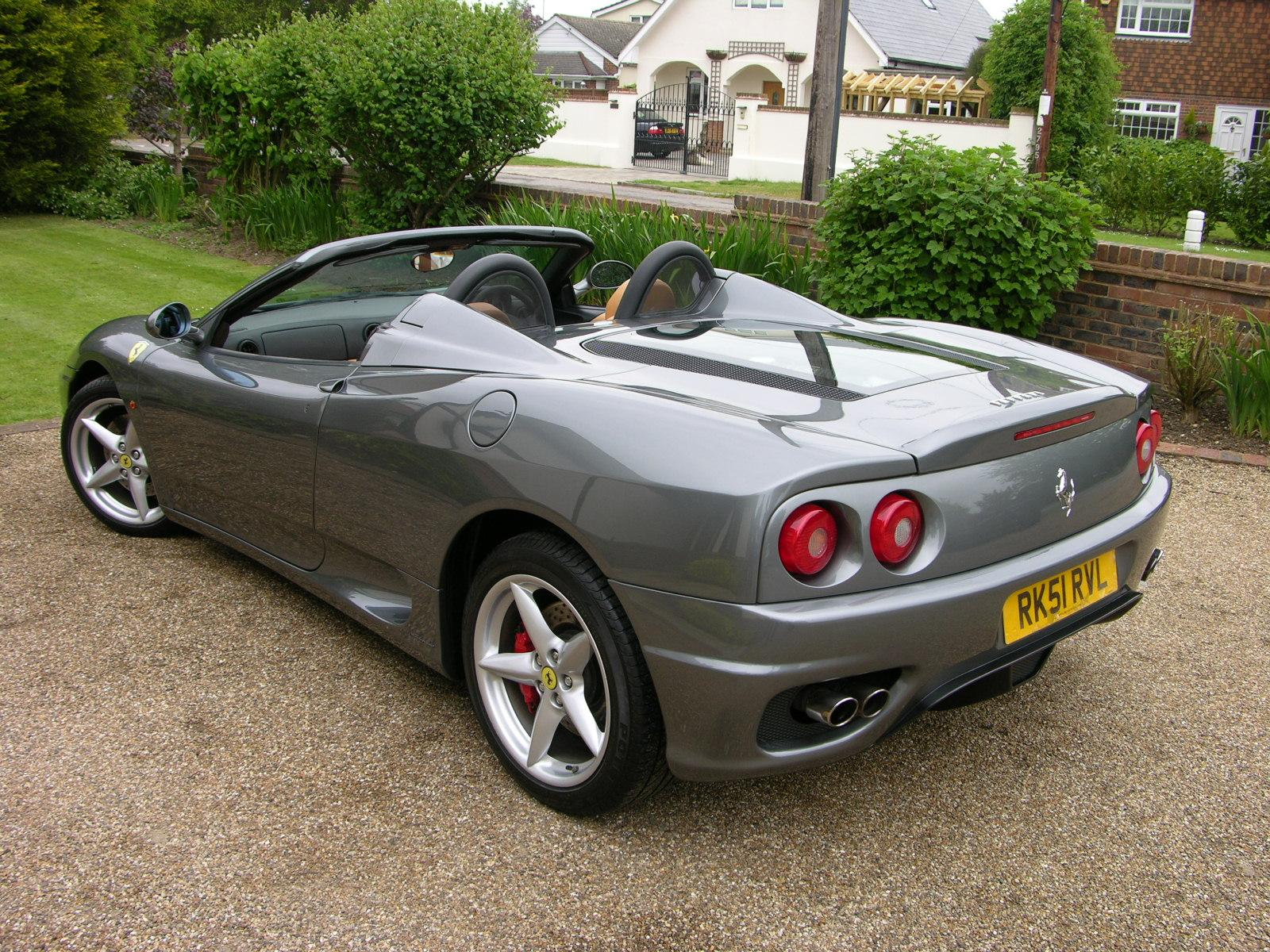
Ferrari 360 Spider (2000–2005)
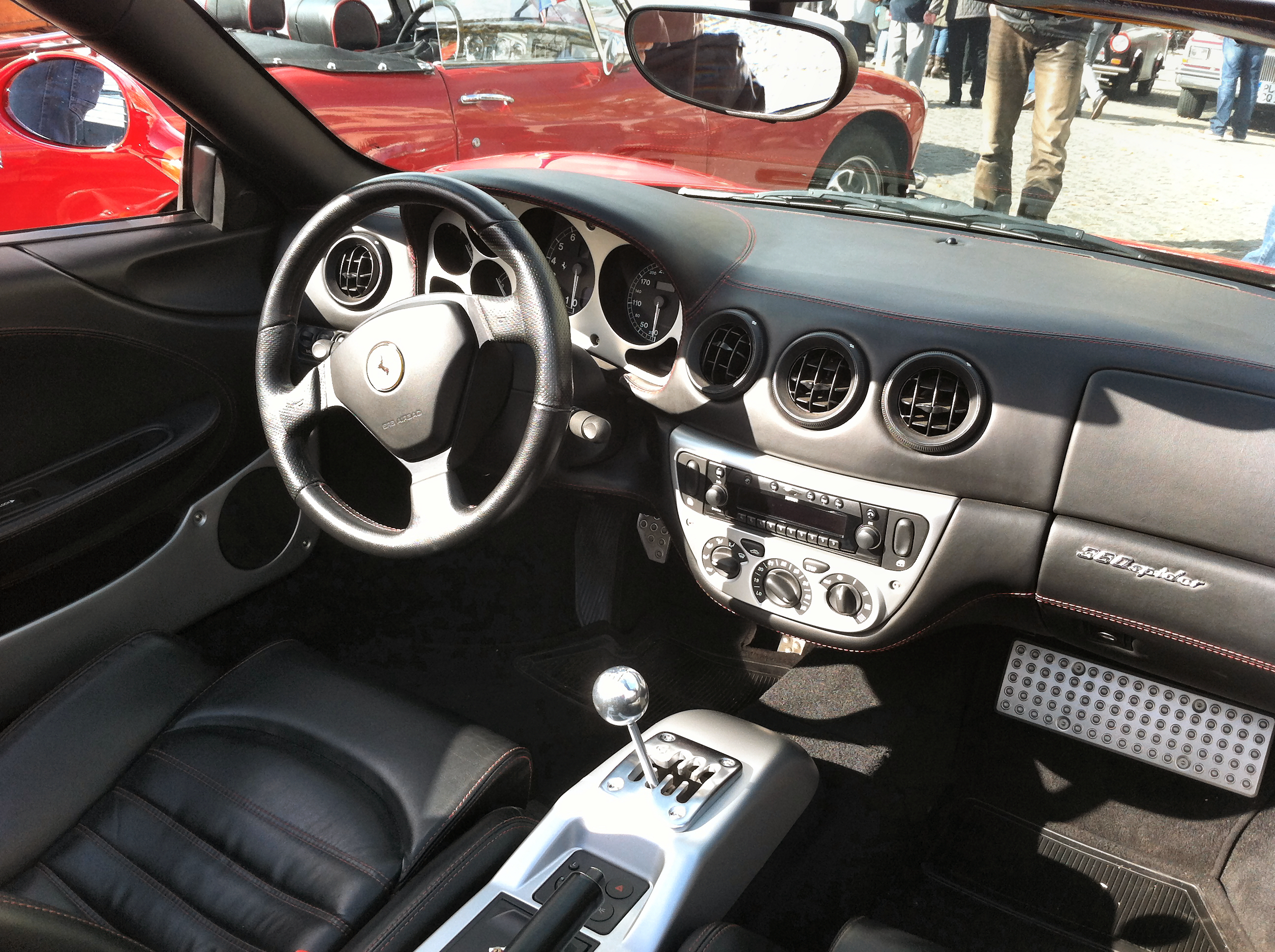
Cockpit mit manueller Schaltung

## F360 Challenge Stradale

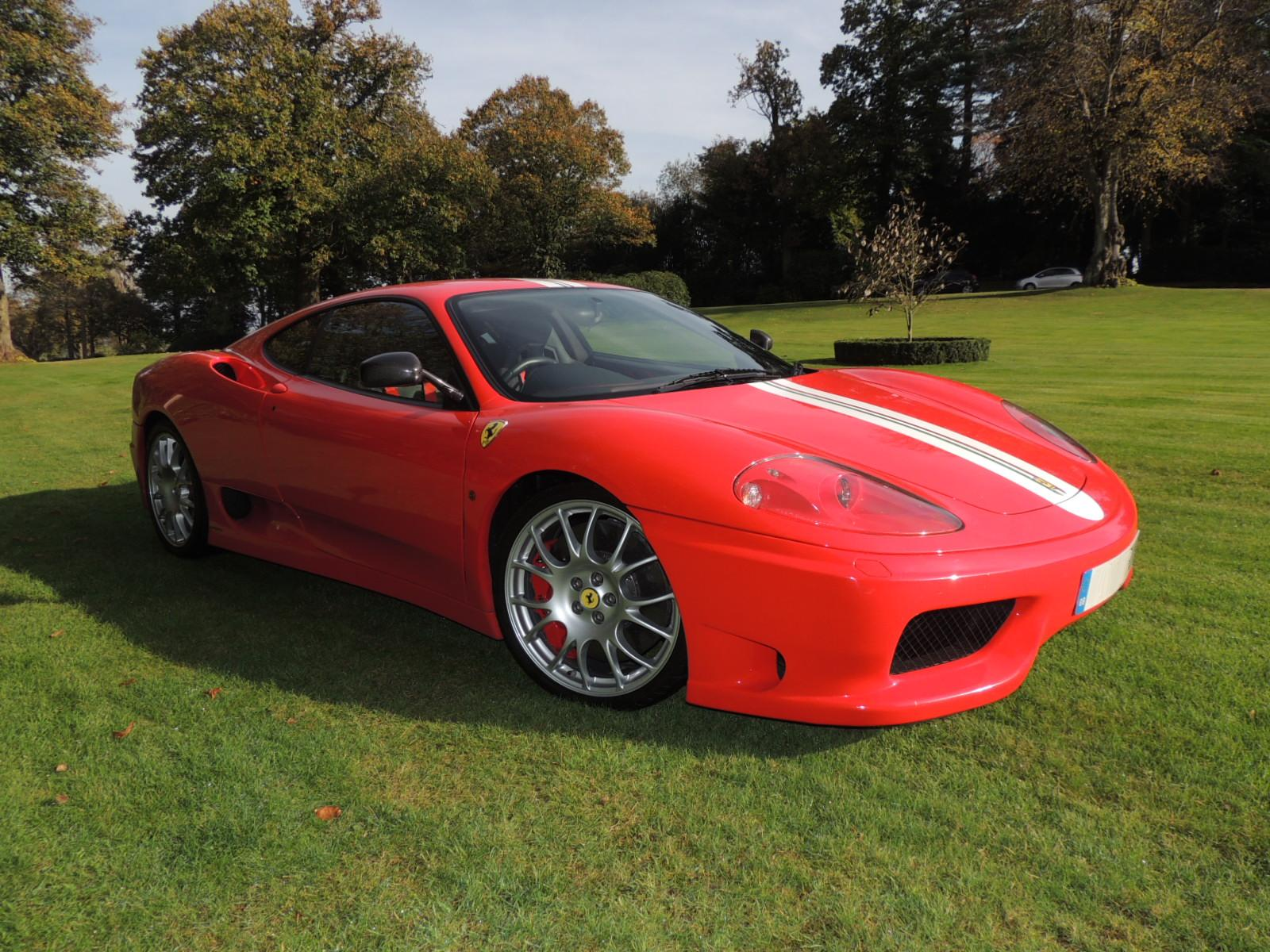
Ferrari F360 Challenge Stradale (2003–2005)

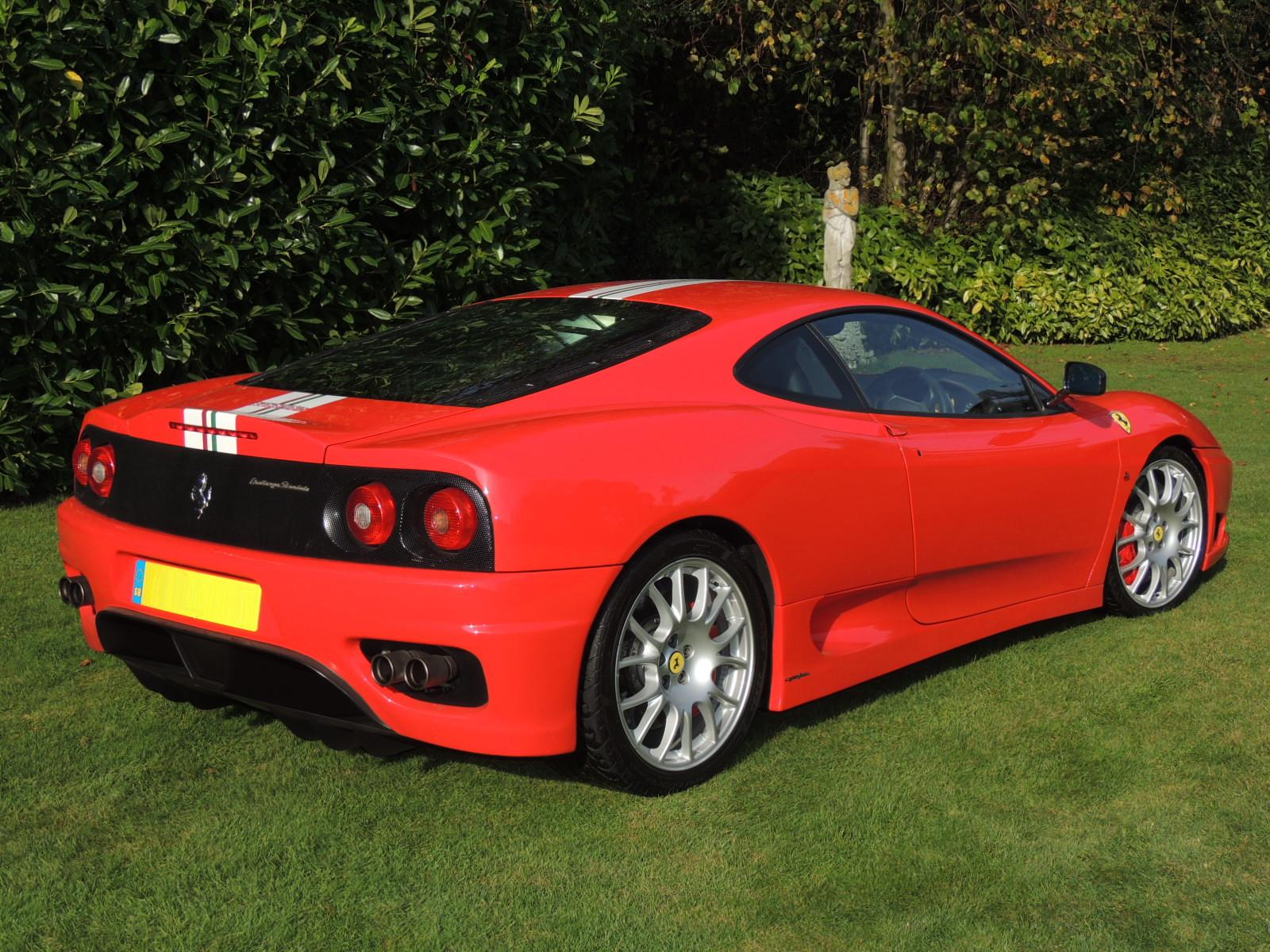
Heckansicht

Der Ferrari F360 Challenge Stradale ist die Straßenversion eines von Ferrari produzierten Rennautos. Der Ferrari 360 CS war als direkter Konkurrent des Porsche 996 GT3 RS angesiedelt.
Anfang 1999 begann Ferrari die Produktion des 360 Modena. Zwei Jahre später führte Ferrari den F360 Challenge ein, um ein Auto für die Ferrari Challenge-Rennserie bereitzustellen. Wiederum zwei Jahre später wurde dann eine Straßenversion der Rennversion gebaut, der 360 Challenge Stradale. Damit ist er also die Straßenversion der Rennversion, die wiederum auf Basis der Straßenversion 360 Modena entstand. Der Challenge Stradale besitzt zwar den gleichen Motor wie der Serien-360, allerdings mit hochwertigeren Teilen und sauberer geschliffenen Kanälen, wodurch ein Leistungszuwachs um 21 kW auf 317 kW entstand.

### Technik
Die Karosserie bekam eine neue Frontschürze, andere Seitenschweller und eine neue Heckklappe mit kleinem Spoiler. Das Heck des 360 Challenge Stradale ist außerdem leicht höher gelegen als die Front. Zu erwähnen ist auch die Veränderung der Auspuffanlage. Sie ist teilweise aus Titan gefertigt und verfügt in zwei der vier Auspuffrohre über eine Drosselklappe. Ab einer gewissen Drehzahl öffnen sich diese Klappen.
Teile der Karosserie sowie sämtliche Verkleidungen im Innenraum wurden aus kohlenstofffaserverstärktem Kunststoff gefertigt. Die Teppiche wurden entfernt und zwei Schalensitze montiert. An Stelle der schweren Glasfenster konnte man Fenster aus Plexiglas bestellen, um noch mehr Gewicht zu sparen.

### Unterschiede zum 360 Modena
- Radmuttern aus Titan
- Diffusor am Heck
- gestraffte Federung
- Carbon-Keramik-Bremsscheiben
- Domstreben über dem Motor
- Türen und Spiegel aus CFK
- seitliche Schiebefenster (Sonderausstattung)
- Sportreifen Pirelli P zero corsa

## Technische Daten
|                            | Ferrari 360 Modena                                   | Ferrari 360 Spider                                   | Ferrari 360 Challenge Stradale |                    |
| -------------------------- | ---------------------------------------------------- | ---------------------------------------------------- | ------------------------------ | ------------------ |
| Bauzeit                    | 1999–2005                                            | 2000–2005                                            | 2003–2005                      |                    |
| Motortyp                   | V8-Mittelmotor 90°                                   | V8-Mittelmotor 90°                                   | V8-Mittelmotor 90°             |                    |
| Ventile                    | 40                                                   | 40                                                   | 40                             |                    |
| Hubraum                    | 3586 cm³                                             | 3586 cm³                                             | 3586 cm³                       |                    |
| Leistung kW (PS) bei 1/min | 294 (400) bei 8500                                   | 294 (400) bei 8500                                   | 313 (425) bei 8500             |                    |
| Drehmoment Nm bei 1/min    | 373 bei 4750                                         | 373 bei 4750                                         | 373 bei 4750                   |                    |
| Getriebe                   | 6-Gang-Schaltgetriebe/6-Gang Sequenziell F1-Getriebe | 6-Gang-Schaltgetriebe/6-Gang Sequenziell F1-Getriebe | 6-Gang Sequenziell             | 6-Gang Sequenziell |
| Antrieb                    | Hinterradantrieb                                     | Hinterradantrieb                                     | Hinterradantrieb               |                    |
| Beschleunigung 0–100 km/h  | 4,5 s                                                | 4,6 s                                                | 4,1 s                          |                    |
| Höchstgeschwindigkeit      | 296 km/h                                             | 293 km/h                                             | 300 km/h                       |                    |
| Verbrauch                  | 17,9 l/100 km                                        | 17,9 l/100 km                                        | 17,9 l/100 km                  |                    |
| Leergewicht                | 1365 kg                                              | 1425 kg                                              | 1255 kg                        |                    |
| Tankinhalt                 | 95 Liter                                             | 95 Liter                                             | 95 Liter                       |                    |